# 天馬电影製片廠
天马电影制片厂是中華人民共和國上海市歷史上的一個電影製片廠，1957年成立，是当时上海电影制片厂分建的三个故事片厂之一。該電影場摄制的影片有《孙悟空三打白骨精>（1960年）、《红色娘子军》、《小刀会》（1961年）、《燎原》、《魔术师的奇遇》（1962年）、《槐荫记》、《红日》（1963年）、《舞台姐妹》（1965年）。其中《红色娘子军》曾获第一届百花奖最佳故事片奖。1966年停止生产。